# اولین یال
اِوِلین یال (آلمانی: Evelin Jahl) یا اولین شْلاک (آلمانی: Evelin Schlaak؛ زادهٔ ۲۸ مارس ۱۹۵۶) پرتاب‌گر دیسک اهل آلمان شرقی بود.
از افتخارات وی میتوان به کسب مدال طلا پرتاب دیسک در بازی‌های المپیک تابستانی ۱۹۷۶ و بازی‌های المپیک تابستانی ۱۹۸۰ اشاره کرد.